# Josef Büsser
Josef Eduard Büsser (auch Joseph Büsser, Josef Büßer; * 5. April 1896 in Bazenheid; † 17. September 1952 in St. Gallen) war ein Schweizer Bildhauer und Maler, der vor allem sakrale Kunst im Kanton St. Gallen schuf.

## Leben
Büsser wurde 1896 als Sohn eines Stickereizeichners und Fabrikanten in Bazenheid im Toggenburg geboren, wo er auch seine frühe Kindheit verbrachte. Nach dem Tod des Vaters zog seine Mutter mit ihm und seinen zwei Geschwistern nach St. Gallen. Von 1911 bis 1913 absolvierte er hier eine zweijährige Ausbildung zum Stickereizeichner. Ausserdem nahm er bis 1916 Zeichenunterricht an der Gewerbeschule. In diesem Jahr verlor er auch seine Mutter und stand mittellos da, konnte sich aber dank der Unterstützung von Familienfreunden zunächst zum Steinhauer und von 1918 bis 1921 bei Wilhelm Meier zum Bildhauer ausbilden lassen. Parallel dazu nahm er den Zeichenunterricht an der Gewerbeschule, nunmehr bei August Wanner, wieder auf. Zwischen 1921 und 1923 weilte Büsser in München und lernte bei Joseph Wackerle. Als er mit 27 Jahren wieder in die Schweiz zurückkehrte, erhielt er rasch seinen ersten Auftrag als Bildhauer und schuf Skulpturen für die Pfarrkirche St. Gallus in seinem Bürgerort Amden. 1924 gehörte er zu den Mitgründern der Schweizerischen St. Lukasgesellschaft für Kunst und Kirche. 1926 schuf er den Wiboradabrunnen in St. Gallen. Als sein Hauptwerk gelten die 1933 entstandenen Bronzereliefs auf dem Eingangsportal der Stadtkirche St. Nikolaus in Wil SG, die Episoden aus dem Leben des heiligen Nikolaus von Myra zeigen und «zu den bedeutendsten Werken dieser Kunstgattung hierzulande in neuerer Zeit» gehören.
Büsser starb 1952 mit 56 Jahren an einem Schlaganfall. Das Kunstmuseum St. Gallen veranstaltete im Jahr darauf eine Gedächtnisausstellung. Zu seinen Schülern gehörten Ludwig Stocker und Urban Blank.

## Rezeption
Ernst W. Roetheli schrieb 1952 einen ausführlichen Nachruf auf Büsser und honorierte dessen künstlerische Leistungen mit den Worten:

«[Schon Büssers frühe Werke] verrieten eins: Das echt plastische Empfinden, das Streben nach der reinen Form ohne Schnörkel und ohne Spiel mit dem blossen Effekt. [...] Zu diesem einen Wesenszug kam ein zweiter: Die Immanenz der Form verband sich mit einer tiefen Beseelung. Beseelt hiess hier freilich nicht gemütvoll oder gefühlsbetont. Die Beseelung ergab sich nicht aus einer bewussten Behandlung etwa des Gesichtsausdrucks im Sinn des Naturalismus. Sie offenbarte sich weniger im Gesicht als in der Haltung, ja in der plastischen Form überhaupt. [...] Büssers Werk [zwischen 1930 und 1940] gehört von allem Anfang an zu den gültigen und bleibenden Leistungen. Das Neue und Moderne an ihm lag eben darin, dass es durch und durch echt war, echt in der Form und echt im Gehalt.»

## Werke (Auswahl)
- Christus, 1923, Kunststein, Amden, Pfarrkirche St. Gallus
- vier Heilige, 1924, Holz, ebenda
- Wiboradabrunnen, 1926, St. Gallen, vor der Kirche St. Mangen
- Hl. Andreas, 1926, Muschelkalk, Gossau SG, Andreaskirche
- Friedensmadonna und Herz-Jesu-Figur, 1930, Muschelkalk, Basel, Antoniuskirche
- Hauptportal mit 16 Reliefs von St. Nikolaus-Legenden, 1933, Bronze, Wil SG, Stadtkirche St. Nikolaus
- Reiterstandbild des Hl. Martin, 1936, Kunststein, St. Gallen, vor der Kirche St. Martin Bruggen[1]
- Der heilige Michael im Kampf mit dem Drachen, 1940, Sandstein, Uznach, Stadtpfarrkirche[4]
- Schlüsselübergabe an Petrus, Steinrelief, Wil SG, Kirche St. Peter
- Reliefs am Portal, St. Gallen, Stiftskirche
- Standbild des Hl. Georg und Auferstehungsrelief, St. Gallen, Friedhof St. Georgen
- Friedhofskreuz, Eschenbach SG
- Zwölf Apostel der Kommunionbank, Sirnach
- Relief für den Hochaltar, Arbon (letztes Werk)[5]

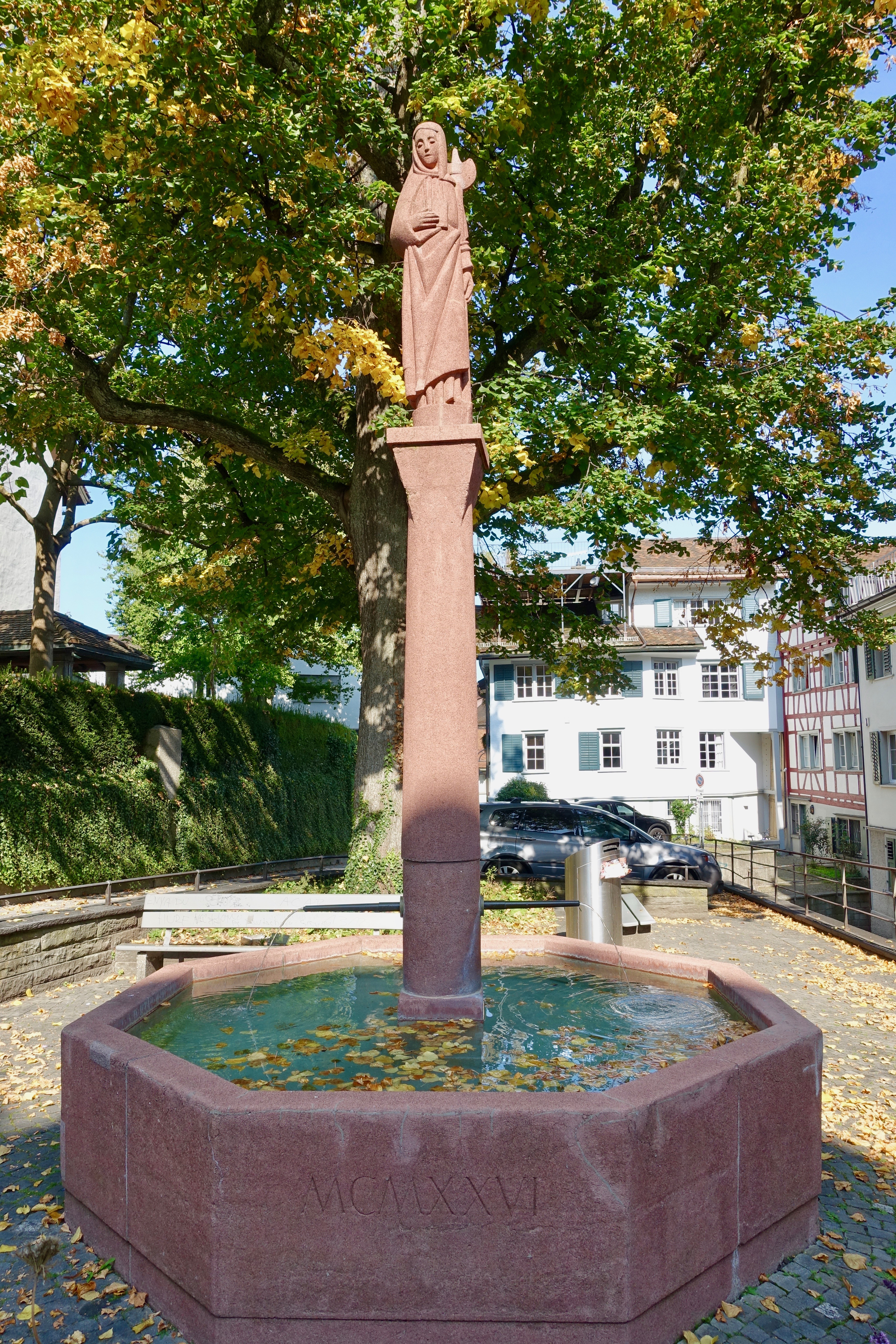
Wiboradabrunnen in St. Gallen
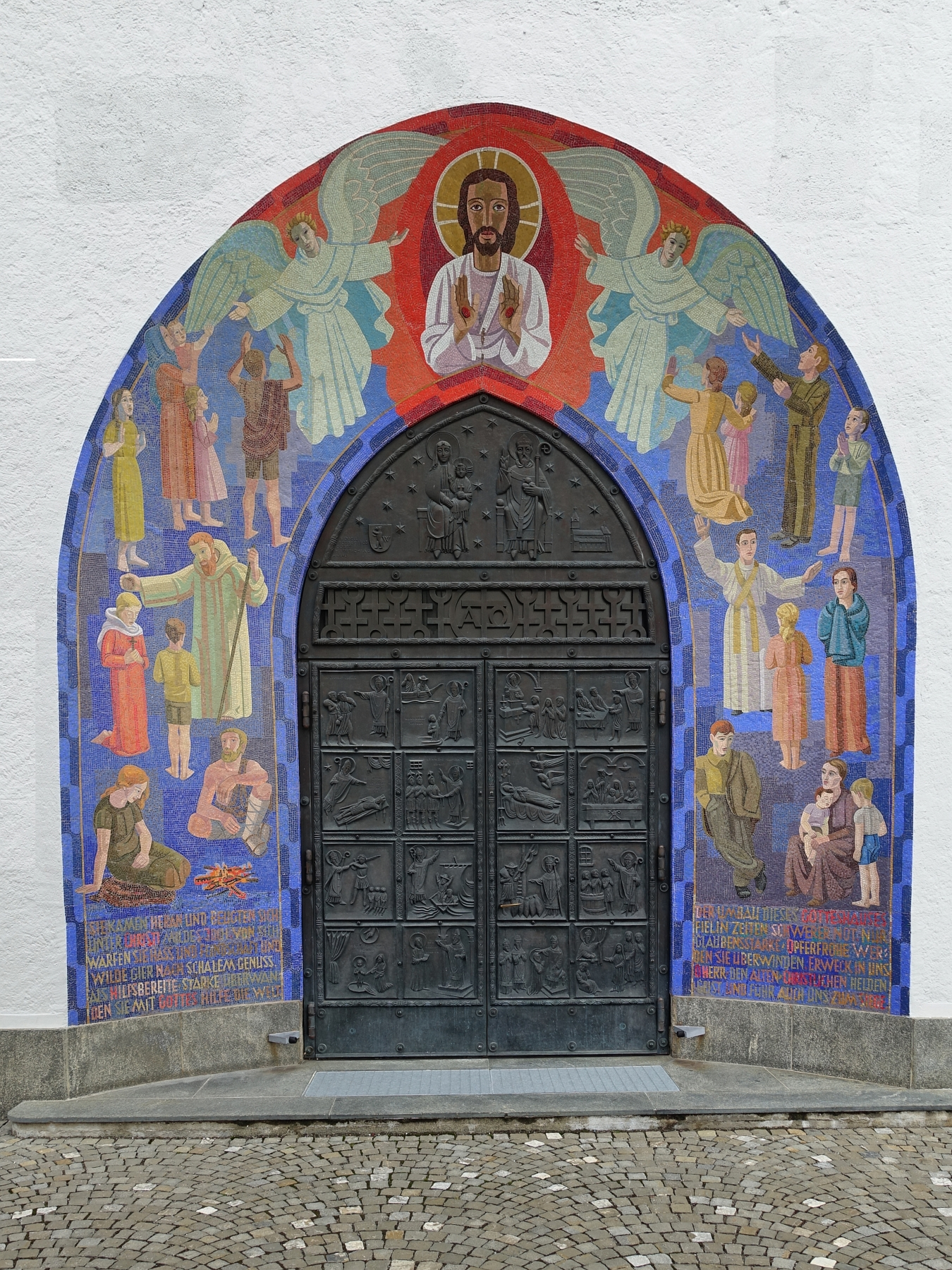
Hauptportal der Stadtkirche St. Nikolaus in Wil (die Mosaike stammen von Karl Peterli und Jean Kern)